# Бојан Димитријевић (глумац)
Бојан Димитријевић (Лесковац, 4. новембар 1973) српски је позоришни, телевизијски и филмски глумац.

## Биографија
Глуму је дипломирао на Факултету драмских уметности у Београду. Игра у позориштима Битеф театра, Звездара театра и Атељеу 212. Стални је члан Југословенског драмског позоришта од 2015. године. Познате представе у којима игра су Натан Мудри, Сумњиво лице, Зашто је полудео господин Р?, Хотел Слободан промет, Хамлет, Случајна смрт једног анархисте, Едип. На 37. фестивалу Дани сатире Фадила Хаџића у Загребу награђен је за улогу Жике у представи Сумњиво лице.
Поред улога у позоришту остварио је запажене улоге у филмовима Сиви камион црвене боје и Ма није он такав. Највећу популарност донела му је улога наркомана Ивана Панчића Пикца у телевизијској серији Вратиће се роде и улога Станислава у серији Монтевидео, Бог те видео!. Глумио је у британско-француској серији Последњи пантери 2015. године.
Син је глумца Драгана Димитријевића по ком име носи главна награда на Фестивалу аматерске позоришне режије у Лесковцу. Његова супруга Јелена Ступљанин је глумица.

## Филмографија
| Год.        | Назив                                      | Улога                    |
| ----------- | ------------------------------------------ | ------------------------ |
| 1990-е      |                                            |                          |
| 1994.       | Време празних страница                     | Растко Петровић          |
| 1994.       | Биће боље                                  |                          |
| 2000-е      |                                            |                          |
| 2001.       | Наташа                                     | Мрвица                   |
| 2001.       | Бумеранг                                   | гинеколог                |
| 2001.       | Виртуална стварност                        |                          |
| 2002.       | Држава мртвих                              | Трансисвет               |
| 2003.       | Сироти мали хрчки 2010                     | трећи записничар         |
| 2003.       | Отело                                      | Пеђа                     |
| 2003.       | ОК, ајмо испочетка                         | Вук                      |
| 2003.       | Казнени простор 2                          | Психијатар молер 2       |
| 2003.       | Црни Груја                                 | Црни Џић                 |
| 2004.       | Сиви камион црвене боје                    | Војни полицајац          |
| 2004.       | Јесен стиже, дуњо моја                     | Петрашинов брат          |
| 2004.       | Диши дубоко                                | Зоран                    |
| 2004.       | Лифт                                       | Луле                     |
| 2005.       | Свадба                                     | Кум Живко                |
| 2006.       | Не скрећи са стазе                         |                          |
| 2007.       | Несрећа увек има тенденцију да се повећава |                          |
| 2007−2008.  | Вратиће се роде                            | Пикац                    |
| 2008.       | Сектор                                     |                          |
| 2008.       | Последња аудијенција                       | Принц Ђорђе Карађорђевић |
| 2009.       | Зона мртвих                                | Полицајац зомби          |
| 2009.       | Оно као љубав                              | редитељ                  |
| 2010-е      |                                            |                          |
| 2010.       | Ма није он такав                           | Пасуљ                    |
| 2010.       | Жена са сломљеним носем                    | Пијанац из дворишта      |
| 2010.       | Монтевидео, Бог те видео!                  | Станислав                |
| 2011.       | Наша мала клиника                          | психијатар               |
| 2012.       | Доктор Реј и ђаволи                        | Борислав Михајловић      |
| 2012.       | Монтевидео, Бог те видео! (ТВ серија)      | Станислав                |
| 2013.       | Мит о Сизифу                               |                          |
| 2013.       | На путу за Монтевидео                      | Станислав                |
| 2014.       | Монтевидео, видимо се!                     | Станислав                |
| 2014.       | Монтевидео, видимо се! (ТВ серија)         | Станислав                |
| 2014−2015.  | Јагодићи (ТВ серија)                       | Славиша                  |
| 2015.       | Последњи пантери                           | Бегић                    |
| 2015.       | Сизиф К.                                   | Сизиф                    |
| 2016.       | Победник остаје победник                   | Илија                    |
| 2016.       | Стадо (ТВ серија)                          | Директор маркетинга      |
| 2016.       | Дневник машиновође                         | Психолог                 |
| 2016.       | Име: Добрица, презиме: непознато           | Раде                     |
| 2016.       | Стадо                                      | Директор маркетинга      |
| 2016.       | Дневник машиновође (ТВ серија)             | Психолог                 |
| 2017.       | Козје уши                                  | Поштар                   |
| 2017.       | Казимир и Каролина                         | Казимир                  |
| 2017.       | Рачун                                      | Мишко                    |
| 2018.       | О бубицама и херојима                      | Раша                     |
| 2018.       | Мрњавчевићи: Кад гусле утихну              | Владимир Марковић        |
| 2018.       | Стадо (ТВ серија)                          | Директор маркетинга      |
| 2019.       | Народно позориште у 10 чинова              | Бранислав Нушић          |
| 2019.       | Такси блуз                                 | Суперхерој               |
| 2019.       | Пет                                        | Суви                     |
| 2019.       | Ујка - нови хоризонти                      | Боки                     |
| 2019.       | Реална прича                               | Павле Чортановски        |
| 2019.       | Слатке муке                                | Коста                    |
| 2019.       | Дуг мору                                   | Вук                      |
| 2020-е      |                                            |                          |
| 2020.       | Јужни ветар (ТВ серија)                    | Славиша                  |
| 2020.       | Мама и тата се играју рата                 | Павле Чортановски        |
| 2020.       | Случај породице Бошковић                   | Гуливер                  |
| 2020—У току | Камионџије д. о. о.                        | Миле (Шеф рачуноводства) |
| 2021.       | Каљаве гуме                                | млади Бранко             |
| 2021.       | Дрим тим (ТВ серија)                       | судија Чубурило          |
| 2021.       | Радио Милева                               | Раде                     |
| 2021.       | Једини излаз (ТВ серија)                   | Димитријев отац          |
| 2021.       | Није лоше бити човек                       |                          |
| 2021.       | Адвокадо                                   |                          |
| 2023.       | Деца зла                                   | Бранко Новаковић         |